# 北海道根室西高等学校
北海道根室西高等学校（ほっかいどうねむろにしこうとうがっこう、Hokkaido Nemuro Nishi High School）は、かつて北海道根室市に存在した公立（道立）の高等学校。2017年に北海道根室高等学校へ統合され、2019年3月に閉校した。

## 沿革
- 1970年
  - 1月17日 北海道教育委員会45教財第4035号をもって、根室西高等学校の設置を認可される。
  - 4月1日 根室市立根室西高等学校として開校する。
  - 4月2日 初代校長三浦隆治発令
  - 4月10日 開校式並びに入学式を挙行する。
- 1974年4月1日 道立に移管される。
- 2019年3月1日 本校最後の卒業式となる第49回卒業式を行い閉校する。